# Capens
Capens település Franciaországban, Haute-Garonne megyében. Lakosainak száma 650 fő (2022. január 1.). Capens Noé, Carbonne, Longages, Marquefave és Montaut községekkel határos.

## Népesség
A település népességének változása:
| Lakosok száma | 238  | 238  | 253  | 440  | 684  | 677  | 662  | 677  | 677  | 650  |
|               | 1968 | 1982 | 1990 | 2006 | 2013 | 2015 | 2017 | 2019 | 2020 | 2022 |